# مارتین چهارم
پاپ مارتین چهارم (به انگلیسی: Martin IV) یکی از پاپ‌های کلیسای کاتولیک رم بود که در تورین به دنیا آمد و از ۱۲۸۱ تا ۱۲۸۵ میلادی پاپ بود.